# Hoya palawanica
Hoya palawanica är en oleanderväxtart som beskrevs av D. Kloppenburg. Hoya palawanica ingår i släktet Hoya och familjen oleanderväxter. Inga underarter finns listade i Catalogue of Life.